# David Price Racing
David Price Racing ist ein britisches Motorsportteam, das 1976 von David Price gegründet wurde. Im April 2009 wurde das Team an Andre Herck verkauft. Seit 2005 geht David Price Racing in der GP2-Serie an den Start.

## Geschichte
In den späten 70er Jahren nahm das Team an kleinen britischen Formelserien, inklusive der britischen Formel-3-Meisterschaft und der Aurora F1, teil. Mit Nigel Mansell, Martin Brundle, Johnny Dumfries und Tiff Needell fuhren einige zukünftige Formel-1-Fahrer für das Team. 1984 konnte Dumfries mit David Price Racing die britische Formel-3-Meisterschaft gewinnen. Außerdem war das Team in dieser Zeit in der französischen Formel-3-Meisterschaft aktiv, die man mit Pierre Petit 1982 gewann.
1987 wechselte David Price zu den Sportwagenrennen und wurde Teammanager bei Richard Lloyd Racing. Ein Jahr später ging David Price zu Sauber-Mercedes, mit denen er 1989 die Sportwagen-Weltmeisterschaft und das 24-Stunden-Rennen von Le Mans 1989 gewann. Danach arbeitete er für Nissan Motorsport Europa, bei denen er für das Sportwagen-Programm verantwortlich war.

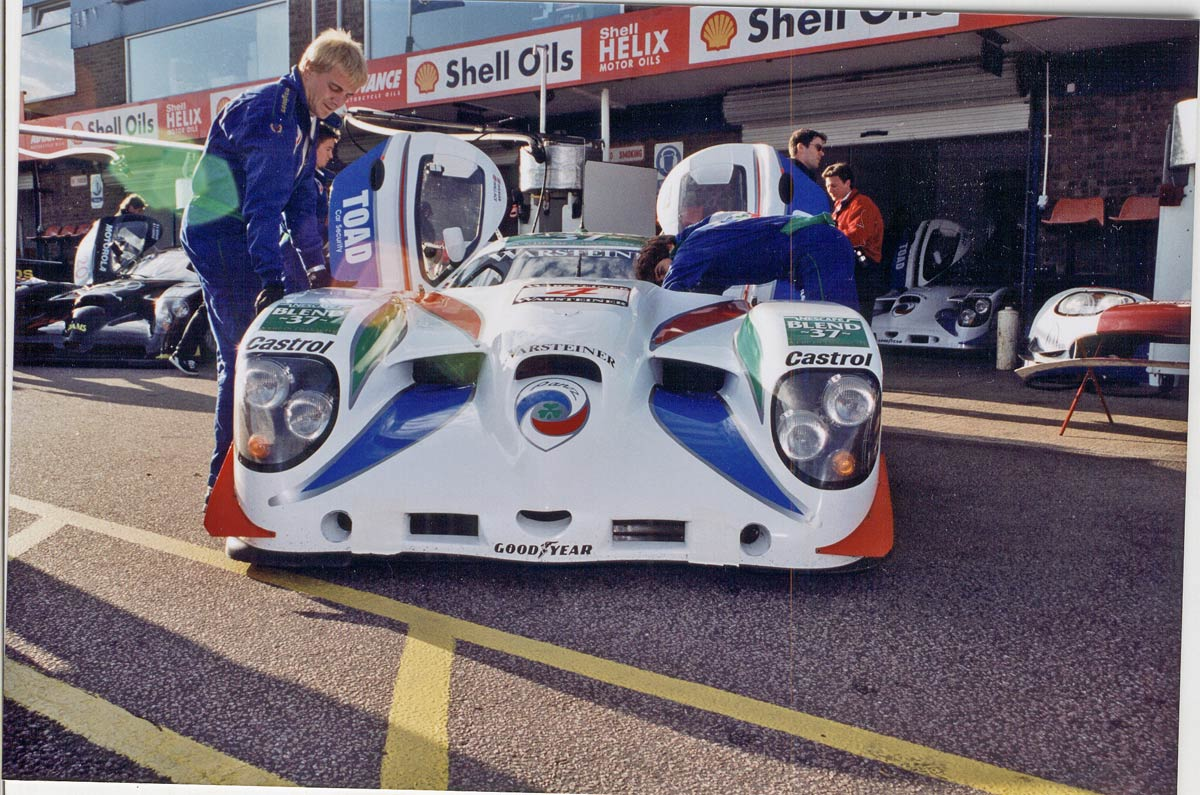
David Price Racing mit einem Panoz GTR-1 in der FIA-GT-Meisterschaft 1997.

1995 nahm David Price Racing wieder an Meisterschaften teil und man ging als eines der vielen McLaren F1 GTR-Teams in der BPR Global GT Series an den Start. Sie gewannen sofort im ersten Jahr die Meisterschaft und belegten im folgenden Jahr den dritten Gesamtrang. Danach wurde David Price Racing das europäische Werksteam von Panoz und man startete mit dem Esperante GTR-1 in der neuen FIA-GT-Meisterschaft.
Während des Intermezzos mit Panoz nahm David Price Racing 1999 mit einem 1998er BMW V12 LM am 24-Stunden-Rennen von Le Mans 1999 teil und belegte den fünften Platz. Später unterstützte man die Le Mans Prototypen von Panoz bei Einsätzen in der ALMS und dem 24-Stunden-Rennen von Le Mans. Nach der Saison 2001 unterstützte David Price Racing MG bei der Entwicklung des MG XPower SV für 2002.
2004 kehrte David Price Racing zum Formelsport zurück und ging im Formel Renault V6 Eurocup an den Start. Außerdem betreute David Price Racing das A1 Team USA in der A1GP-Saison 2005/2006.

## GP2-Serie
2005 wechselte David Price Racing in die neugegründete GP2-Serie, die Nachfolgeserie der Formel 3000. Als Fahrer wurden Olivier Pla und Ryan Sharp verpflichtet. Nach sieben Rennwochenenden wurde Sharp durch Giorgio Mondini ersetzt. Mit Pla konnte das Team die Sprintrennen in Silverstone und Hockenheim gewinnen und belegte in der Gesamtwertung den zehnten Platz.
In der Saison 2006 ging das Team unter dem Namen DPR Direxiv an den Start. Während Clivio Piccione für das DPR Direxiv an jedem Rennen teilnahm, teilten sich Olivier Pla, Mike Conway und Witali Petrow das zweite Cockpit. Das beste Resultat erzielte Piccione, der als Dritter zweimal auf dem Podest stand. In der Teamwertung belegte DPR Direxiv schließlich erneut den zehnten Rang.

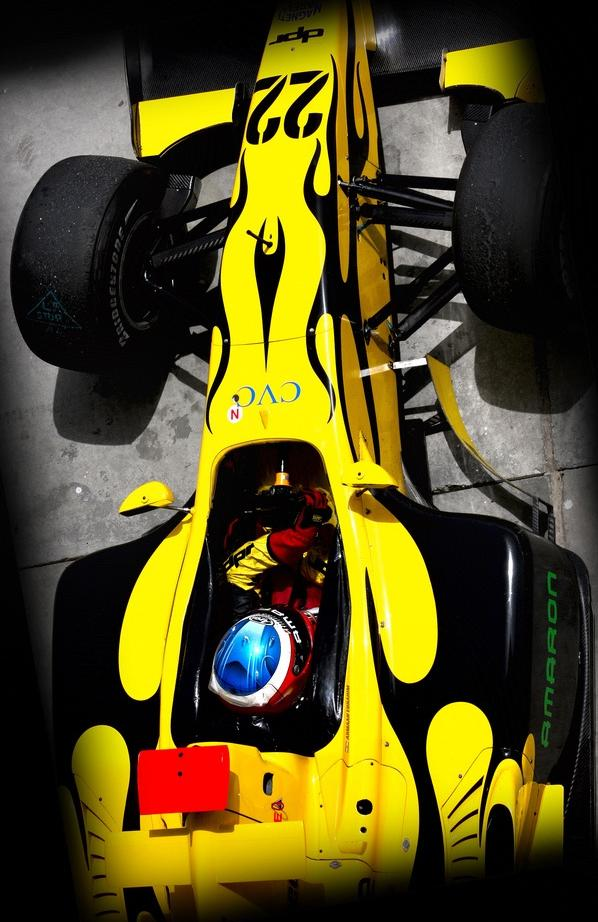
Armaan Ebrahim für David Price Racing fahrend in der GP2-Asia-Serie 2008.

2007 machte man die ein Jahr zuvor durchgeführte Namensänderung wieder Rückgängig und man startete wieder unter dem Namen David Price Racing. Seit dieser Saison ist David Price Racing nur noch in der GP2-Serie aktiv. Als Piloten wurden Christian Bakkerud und Andy Souček verpflichtet. Auf Grund einer Verletzung von Bakkerud ging Pla erneut bei einem Rennwochenende für DPR an den Start. Der Spanier Souček erzielte in dieser Saison mit einem zweiten Platz in Spa-Francorchamps die beste Platzierung. Da man ansonsten wenig erfolgreich war, wurde man nur zwölfter in der Gesamtwertung.

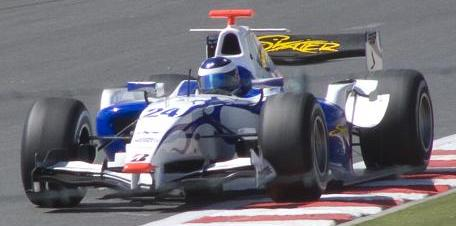
Michael Herck für David Price Racing fahrend in Magny-Cours in der GP2-Serie 2008.

2008 ging man außerdem in der neuen GP2-Asia-Serie an den Start. In der ersten Saison begann man mit den Fahrern Armaan Ebrahim und Andy Souček. Obwohl Souček beim ersten Rennen den dritten Platz erreichte, wurde er nach dem ersten Rennwochenende durch Diego Nunes ersetzt. Součeks Podest-Platzierung blieb der größte Erfolg des Teams, das am Saisonende den elften Gesamtrang belegte. Für die Saison in der europäischen Hauptserie der GP2 wurden Michael Herck und Diego Nunes verpflichtet. Auf Grund einer Verletzung von Herck, wurde der Rumäne die ersten drei Rennwochenenden durch Giacomo Ricci und Andy Souček vertreten. Mit vier Punkten belegte man schließlich den letzten Platz in der Teamwertung.
In der GP2-Asia-Serie-Saison 2008/2009 zweiten Saison der GP2-Asia-Serie war David Price Racing erneut vertreten und man setzte weiterhin auf die Dienste von Michael Herck. Als Teamkollege verpflichtete man Yūhi Sekiguchi, der allerdings nach einem Rennwochenende durch Giacomo Ricci ersetzt wurde. Keiner der drei Fahrer konnte in dieser Saison Punkte einfahren und somit belegte man auch hier den letzten Platz in der Teamwertung.
Vor Beginn der GP2-Serie 2009 verkaufte David Price das Team an Andre Herck, dem Vater von Michael Herck. Man entschied sich den Namen beizubehalten und man hielt zudem an dem Fahrerduo Herck/Ricci fest. Nach vier Rennwochenenden wurde Ricci durch den Franzosen Franck Perera ersetzt. In der Teamwertung belegte David Price Racing nach sechs Rennwochenende punktelos den letzten Platz.